# Błotnia (Ukraina)
Błotnia (ukr. Болотня) – wieś na Ukrainie w rejonie przemyślańskim należącym do obwodu lwowskiego.

## Położenie
Na podstawie Słownika geograficznego Królestwa Polskiego i innych krajów słowiańskich: Błotnia to wieś w powiecie przemyślańskim, 2,5 mili od Przemyślan w kierunku południowo-wschodnim.

## Historia
Właścicielem wsi był m.in. Józef Słoniecki (według innych danych, Józef Słonecki).

## Ludzie
- Maria Nowakówna; w 1933 jako nauczycielka w miejscowej 3-klasowej szkole przeniesiona do 7-klasowej szkoły w Narajowie-Mieście[3].